# Hypericum exile
Hypericum exile är en johannesörtsväxtart som beskrevs av P. Adams. Hypericum exile ingår i släktet johannesörter, och familjen johannesörtsväxter. Inga underarter finns listade i Catalogue of Life.